# Puss in Boots: The Three Diablos
Puss in Boots: The Three Diablos (Nederlands: De Gelaarsde Kat: The Three Diablos) is een korte Amerikaanse direct-naar-dvd-film geregisseerd door Raman Hui. Het duurt 13 minuten inclusief aftiteling. Het is de eerste en enige korte film van deze spin-off die tot de shrek-franchise behoort. Het verscheen voor het eerst op 24 februari 2012 op de dvd van de langspeelfilm De gelaarsde kat. Het werd gemaakt door DreamWorks Animation.

## Plot
Het verhaal speelt zich af na de gebeurtenissen uit de eerste langspeelfilm. De gelaarsde kat wordt gevangengenomen door soldaten in dienst van prinses Alessandra Belagomba van Italië. Aangezien hij een bandiet is met een prijs op zijn hoofd, vreest de kat dat hij een zware straf krijgt. De gebeurtenissen nemen echter een onverwachte draai. Blijkbaar is een juweel genaamd The Heart of Fire Ruby (Nederlands: Het hart van de vuurrode robijn) uit de prinses haar kroon verdwenen.
De kat denkt eerst dat hij beschuldigd wordt en zegt dat hij onschuldig is. Het blijkt echter dat het juweel gestolen is door een Fransman die Le Chuchoteur of The Whisperer (Nederlands: De fluisteraar) wordt genoemd. De prinses en haar soldeniers hebben echter zijn drie handlangers gevangengenomen. Volgens hen zijn het de meest duivelse misdadigers die ze ooit gezien heeft. De gelaarsde kat zegt zelfverzekerd dat hij hem kan laten de schuilplaats van The Whisperer kan wijzen. De drie misdadigers blijken echter 3 kittens te zijn. Ondanks de waarschuwingen van de prinses ziet de kat in hen geen kwaad en neemt hij ze geboeid mee op zijn tocht naar The Whisperer. Onderweg blijken de kittens meer in hun mars te hebben dan de gelaarsde kat verwachtte. Ze boeien de gelaarsde kat en begraven hem met zijn hoed, laarzen en degen erbovenop.
Daarna trekken ze verder. De gelaarsde kat geraakt er echter na een tijdje uit en valt de kittens in een hinderlaag aan. De gelaarsde kat wint waarop hij ze weer boeit. Hij verwijt ze dat hun moeder niet trots zal zijn. Het blijkt echter dat de kittens weeskinderen zijn. De gelaarsde kat besluit om hen onder zijn hoede te nemen. Gaandeweg vertrouwen ze elkaar en geeft de gelaarsde kat ze namen: Perla, Gonzalo en Sir Timoteo Montenegro the Third. De kittens brengen zelfs de gelaarsde kat gewillig naar Le Chuchoteur. Dit blijkt een bandiet te zijn die alleen maar kan fluisteren. De gelaarsde kat en The Whisperer vechten vervolgens op een smalle brug over een diep ravijn op leven en dood. Hierbij moet de gelaarsde kat zijn meerdere erkennen in The Whisperer, maar de kittens redden vervolgens zijn leven. De bandiet valt vervolgens in het ravijn en de gelaarsde kat brengt het juweel terug naar de prinses. Hij laat de drie kittens achter bij de prinses als persoonlijke lijfwacht. Uiteindelijk trekt de gelaarsde kat voort naar andere avonturen.

## Rolverdeling
- Antonio Banderas als de gelaarsde kat
- Guillaume Aretos als Le Chuchoteur of The Whisperer of De fluisteraar
- Gilles Marini als de kapitein van de soldeniers / Paolo de schildknaap
- Charlotte Newhouse als (de fictieve) prinses Alessandra Bellagamba van Italië
- Nina Bakshi als Perla de kitten
- Miles Bakshi als Gonzalo de kitten / Sir Timoteo Montenegro the Third de kitten
- Chris Miller als een gevangene
- Walt Dohrn als een gevangene
- Bret Marnell als een gevangene